# Ziridi (Granada)
Gli Ziridi, discendenti di Zāwī b. Zīrī erano una dinastia berbera degli Ziridi d'Ifrīqiya, che governò la taifa di Granada (Elvira) prima della conquista almoravide.
Zāwī b. Zīrī fu un generale che operò al servizio del Califfato omayyade di Cordova, all'epoca del Califfo Hisham II e del suo ḥāǧib Almanzor
Dopo che questi morì a Medinaceli il 12 agosto 1002 (25 Ramadan 392 dell'Egira), una guerra civile esplose in al-Andalus. Zāwī b. Zīrī vi prese parte, come generale di uno degli eserciti califfali e conquistò varie città che s'erano ribellate al potere califfale, come Madīnat al-Zahrāʾ nel 1011 e, nel marzo 1013 , la stessa Cordova, presa dai ribelli.
Fu in fondatore della Taifa di Granada, di cui si proclamò primo Emiro.
Morì avvelenato ad Algeri nel 1038.
Gli Ziridi furono anche governatori di altri regni, quale quello di Malaga.
Un esempio rinomato dell'arte fiorita sotto di loro è la Vecchia Alcazaba ("Alcazaba Cadima", al-Qaṣba al-Qadīma o Fortaleza Vieja) nell'Albaicìn di Granada, facente parte delle antiche mura che proteggevano la città in età islamica.

## Emiri ziridi di Granada
- Zawi ibn Ziri (1013-1019);
- Habus ibn Maksan (1019-1038);
- Badis ibn Habus (1038-1073);
- Abd Allah ibn Buluggin (1073-1090).